# Tommy Haas
Thomas Mario Haas, detto Tommy (Amburgo, 3 aprile 1978), è un ex tennista tedesco.
Passato al professionismo nel 1996, ha vinto in carriera 15 tornei ATP. Nei tornei del Grande Slam ha raggiunto 3 volte le semifinali all'Australian Open e una volta la semifinale a Wimbledon. Ha anche conquistato la medaglia d'argento ai Giochi olimpici di Sydney 2000, perdendo in finale dal russo Evgenij Kafel'nikov. La sua miglior classifica è stato il numero 2, raggiunto dopo la finale di Roma del 2002.
Attualmente risiede a Bradenton, Florida con la moglie Sara Foster e le loro figlie e possiede anche la cittadinanza statunitense. Haas è attualmente direttore del torneo Indian Wells Masters.

## Statistiche

### Singolare

#### Vittorie (15)
| Legenda                                                           |
| Grande Slam (0)                                                   |
| Tennis Masters Cup / ATP World Tour Finals (0)                    |
| Masters Series (1) / ATP World Tour Master 1000 (0)               |
| ATP International Series Gold (4) / ATP World Tour 500 Series (0) |
| ATP International Series (6) / ATP World Tour 250 Series (4)      |

| Legenda superfici |
| Cemento (11)      |
| Terra rossa (2)   |
| Erba (2)          |
| Sintetico (0)     |

| Numero | Data             | Torneo                                           | Superficie  | Avversario in finale  | Punteggio        |
| 1.     | 21 febbraio 1999 | Kroger St. Jude International, Memphis (1)       | Cemento (i) | Jim Courier           | 6-4, 6-1         |
| 2.     | 7 gennaio 2001   | AAPT Championships, Adelaide                     | Cemento     | Nicolás Massú         | 6-3, 6-1         |
| 3.     | 26 agosto 2001   | Waldbaum's Hamlet Cup, Long Island               | Cemento     | Pete Sampras          | 6-3, 3-6, 6-2    |
| 4.     | 14 ottobre 2001  | Vienna Open, Vienna                              | Cemento (i) | Guillermo Cañas       | 6-2, 7–6(6), 6-4 |
| 5.     | 21 ottobre 2001  | Stuttgart Masters, Stoccarda                     | Cemento (i) | Maks Mirny            | 6-2, 6-2, 6-2    |
| 6.     | 19 aprile 2004   | U.S. Men's Clay Court Championships, Houston     | Terra rossa | Andy Roddick          | 6-3, 6-4         |
| 7.     | 18 luglio 2004   | Countrywide Classic, Los Angeles                 | Cemento     | Nicolas Kiefer        | 7–6(6), 6-4      |
| 8.     | 6 febbraio 2006  | International Tennis Championships, Delray Beach | Cemento     | Xavier Malisse        | 6-3, 3-6, 7–6(5) |
| 9.     | 26 febbraio 2006 | RMK Championships, Memphis (2)                   | Cemento (i) | Robin Söderling       | 6-3 6-2          |
| 10.    | 30 luglio 2006   | Countrywide Classic, Los Angeles                 | Cemento     | Dmitrij Tursunov      | 4-6, 7-5, 6-3    |
| 11.    | 25 febbraio 2007 | RMK Championships, Memphis (3)                   | Cemento (i) | Andy Roddick          | 6-3, 6-2         |
| 12.    | 14 giugno 2009   | Halle Open, Halle (1)                            | Erba        | Novak Đoković         | 6-3, 6(4)–7, 6-1 |
| 13.    | 17 giugno 2012   | Halle Open, Halle (2)                            | Erba        | Roger Federer         | 7–6(5), 6-4      |
| 14.    | 5 maggio 2013    | BMW Open, Monaco di Baviera                      | Terra rossa | Philipp Kohlschreiber | 6-3, 7–6(3)      |
| 15.    | 20 ottobre 2013  | Vienna Open, Vienna (2)                          | Cemento (i) | Robin Haase           | 6-3, 4-6, 6-4    |

#### Finali perse (13)
| Legenda                                                           |
| Grande Slam (0)                                                   |
| Tennis Masters Cup / ATP World Tour Finals (0)                    |
| Grand Slam Cup (1)                                                |
| Medaglia D'Oro Olimpica (1)                                       |
| Masters Series (1) / ATP World Tour Master 1000 (1)               |
| ATP International Series Gold (2) / ATP World Tour 500 Series (4) |
| ATP International Series (4) / ATP World Tour 250 Series (6)      |

| Numero | Data              | Torneo                            | Superficie  | Avversario in finale | Punteggio                     |
| 1.     | 13 ottobre 1997   | Open Sud de France, Lione (1)     | Cemento (i) | Fabrice Santoro      | 4–6, 4–6                      |
| 2.     | 19 ottobre 1998   | Open Sud de France, Lione (2)     | Cemento (i) | Àlex Corretja        | 6–2, 6(6)–7, 1–6              |
| 3.     | 11 gennaio 1999   | Heineken Open, Auckland           | Cemento     | Sjeng Schalken       | 4–6, 4–6                      |
| 4.     | 19 luglio 1999    | Mercedes Cup, Stoccarda           | Terra rossa | Magnus Norman        | 7–6(6), 6–4, 6(7)–7, 0–6, 3–6 |
| 5.     | 17 settembre 1999 | Grand Slam Cup, Monaco di Baviera | Sintetico   | Greg Rusedski        | 3–6, 4–6, 7–6(5), 6(5)–7      |
| 6.     | 1º maggio 2000    | BMW Open, Monaco di Baviera       | Terra rossa | Franco Squillari     | 4–6, 4–6                      |
| 7.     | 18 settembre 2000 | Giochi Olimpici, Sydney           | Cemento     | Yevgeny Kafelnikov   | 6(4)–7, 6–3, 2–6, 6–4, 3–6    |
| 8.     | 9 ottobre 2000    | Vienna Open, Vienna               | Cemento (i) | Tim Henman           | 4–6, 4–6, 4–6                 |
| 9.     | 6 maggio 2002     | Master di Roma, Roma              | Terra rossa | Andre Agassi         | 3–6, 3–6, 0–6                 |
| 10.    | 22 luglio 2012    | German Open Hamburg, Amburgo      | Terra rossa | Juan Mónaco          | 5–7, 4–6                      |
| 11.    | 5 agosto 2012     | Citi Open, Washington             | Cemento     | Aleksandr Dolhopolov | 7–6(7), 4–6, 1–6              |
| 12.    | 17 febbraio 2013  | SAP Open, San José                | Cemento (i) | Milos Raonic         | 4–6, 3–6                      |
| 13.    | 9 febbraio 2014   | PBZ Zagreb Indoors, Zagabria      | Cemento (i) | Marin Čilić          | 3-6, 4-6                      |

### Doppio

#### Vittorie (1)
| Legenda                        |
| Grande Slam (0)                |
| ATP World Tour Finals (0)      |
| ATP World Tour Master 1000 (0) |
| ATP World Tour 500 Series (0)  |
| ATP World Tour 250 Series (1)  |

| Numero | Data            | Torneo             | Superficie  | Compagno       | Avversari in finale           | Punteggio |
| 1.     | 9 febbraio 2009 | SAP Open, San José | Cemento (i) | Radek Štěpánek | Rohan Bopanna Jarkko Nieminen | 6–2, 6–3  |